# Behind That Curtain
Pour plus de détails, voir Fiche technique et Distribution.
Behind That Curtain est un film américain réalisé par Irving Cummings, sorti en 1929. Il s'agit d'une adaptation de Derrière ce rideau de Earl Derr Biggers. 

## Fiche technique
- Titre : Behind That Curtain
- Réalisation : Irving Cummings
- Scénario : Sonya Levien, George Middleton et Clarke Silvernail d'après le roman Derrière ce rideau de Earl Derr Biggers
- Pays de production :  États-Unis
- Format : Noir et blanc
- Genre : policier
- Date de sortie :
  - États-Unis : 1929

## Distribution
- Warner Baxter : Colonel John Beetham
- Lois Moran : Eve Mannering Durand
- Gilbert Emery : Sir Frederick Bruce
- Claude King : Sir George Mannering
- Philip Strange (en) : Eric Durand
- Boris Karloff : l'employé de Beetham
- Jamiel Hasson : Sahib Hana
- John Rogers : Alf Pornick
- Edgar Norton : Hilary Galt
- E.L. Park : Charlie Chan